# 帝汶海

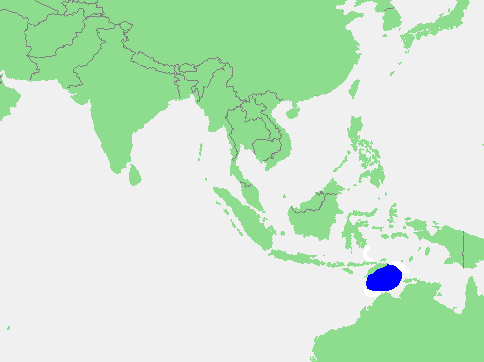

帝汶海（英語：Timor Sea）位于帝汶岛与澳大利亚西北部之间，西面是浩瀚的印度洋，东接阿拉弗拉海，南邊是金伯利地區與約瑟夫波拿巴灣。帝汶海南北宽约550公里，面积约61万平方公里，平均海深约406米，最深处有3,200米。帝汶海蕴藏有丰富的油气资源，是重要的石油产区。
這一片海域有許多的珊瑚礁，無人島和驚人的油氣儲備。而為了開發當地油氣資源，澳洲曾先後與印尼及東帝汶，簽訂《帝汶缺口條約》、《帝汶海條約》及《帝汶海若干海事安排條約》（皆已被廢止），以規範各方的開採活動，但直至2019年才正式簽訂永久邊界條約。
現在這裡被2009年的石油洩漏所污染，其影響可能會持續25年。這裡也是印尼蘇拉威西省望加錫人採集海參的傳統地方。